# Bäderarchitektur in Kühlungsborn
Die Bäderarchitektur von Kühlungsborn reicht zurück bis in das späte 19. Jahrhundert, als der Ort noch aus drei Dörfern – Arendsee, Brunshaupten und Fulgen – bestand. Der Badebetrieb, beginnend im Logierhaus von Fulgen, nahm um die Jahrhundertwende 1900 einen erheblichen Auftrieb in allen drei Orten und führte zu einer ausgeprägten Bautätigkeit. Viele Gebäude – vorwiegend Hotels und Pensionen, aber auch Bade- und Kureinrichtungen – entstanden mit klassizistischen und Jugendstilelementen und kündeten von einer neuen und bewussten Nutzung der Ostsee als Erholungsgebiet.
Nach dem Zweiten Weltkrieg blieb die Bautätigkeit in Kühlungsborn im Gegensatz zu den schleswig-holsteinischen Ostseebädern minimal. Geld und Mittel fehlten, die Politik war auf Gemeinschaftseigentum ausgerichtet, Privatinitiative wurde unterbunden und sogar verfolgt (Aktion Rose). Viele Bauwerke litten unter dieser Investitionslücke, wurden teilweise zurückgebaut oder – wenn die Bausubstanz zu marode war – gar ganz abgerissen.
Mit der Wende von 1989 und der Wiedervereinigung Deutschlands wurde Privatinitiative wieder gefragt. Die Treuhand AG – mittlerweile überwiegend im Besitz der wirtschaftlich interessanten Immobilien – verkaufte Grundstücke in Kühlungsborn an investitionsbereite Hoteliers und Hotelgruppen. Hinzu trat eine Gemeindeverwaltung, die eine Gestaltungssatzung für den Ort schuf, die verhindern sollte, dass alte Gebäude weggerissen wurden, um klotzigen Neubauten zu weichen. Dadurch wurde Raum geschaffen für die Wiedererstehung der alten Bäderarchitektur – nicht immer ganz gelungen, aber häufig mit modernen Mitteln das nachahmend, was schon um 1900 das Flair des Ostseebades ausmachte.
Kühlungsborn ist eine Hochhaus-freie Gemeinde geblieben, denn kein Haus darf höher gebaut werden, als die höchsten Bäume gewachsen sind. Auch der Kirchturm der neuen kath. Kirche musste sich an diese Vorgabe halten.
Gegliedert in die drei ehemaligen Ortsteile – Arendsee, Brunshaupten und Fulgen – werden heute noch existierende Bauten und wiedererrichtete Hotels, Pensionen oder Wohnhäuser und ihre Geschichte dargestellt.

## Kühlungsborn-West (ehemals Arendsee)

### Hotel Esplanade
Das Hotel Esplanade wurde als Villa Strandburg um 1900 gebaut. Das Gebäude besitzt ein Souterrain und zwei Geschosse sowie ein ausgebautes Dach (Mansarde). Die Fassade zur Straßenseite wird seitlich von zwei Giebeln eingerahmt.
Um 1925 ging das Haus in den Besitz von Hans Schröder über, der das Haus in „Esplanade“ umbenannte und es zusammen mit dem Haus Wenden als Hotel führte. Nach dem Zweiten Weltkrieg war das Haus ein Erholungsheim der Neptun Werft Rostock. Danach wurde das Haus vom FDGB genutzt. 1960 wurde es stark umgebaut und jeglicher Details beraubt. Zudem wurde es in „Störtebeker“ umbenannt. Im Jahr 1995 eröffnete Rolf Radowitz das Haus wieder als Hotel Esplanade, nachdem er es im Jahr zuvor erworben hatte.

### Villa Rheingold
Die Villa Rheingold ist in Strandnähe gelegen und von verspielter Architektur. Treppenaufgang, Veranda und Türmchen bilden die zentrale Achse der Frontpartie des Hauses, das zudem mit großflächiger romantischer Malerei – passend zum Namen des Hauses – verziert ist. In den 20er Jahren gehörte das Haus als kleine volle Pension W. Rampelmann. Lange Jahre bildete es zusammen mit dem Schloss am Meer einen gemeinsamen Hotelbetrieb. 2009 wurde es von den neuen Betreibern des Schlosses am Meer verkauft und wird mittlerweile umgebaut zu Apartment-Ferienwohnungen.

### Hotel Rosenhof
Das Hotel Rosenhof hieß in den zwanziger Jahren „Haus Siegfried“ und warb im Hausprospekt mit koscherem Mittagstisch, Verpflegung in altbewährter Güte, elektrischem Licht und mit bester Lage am Kurhaus.

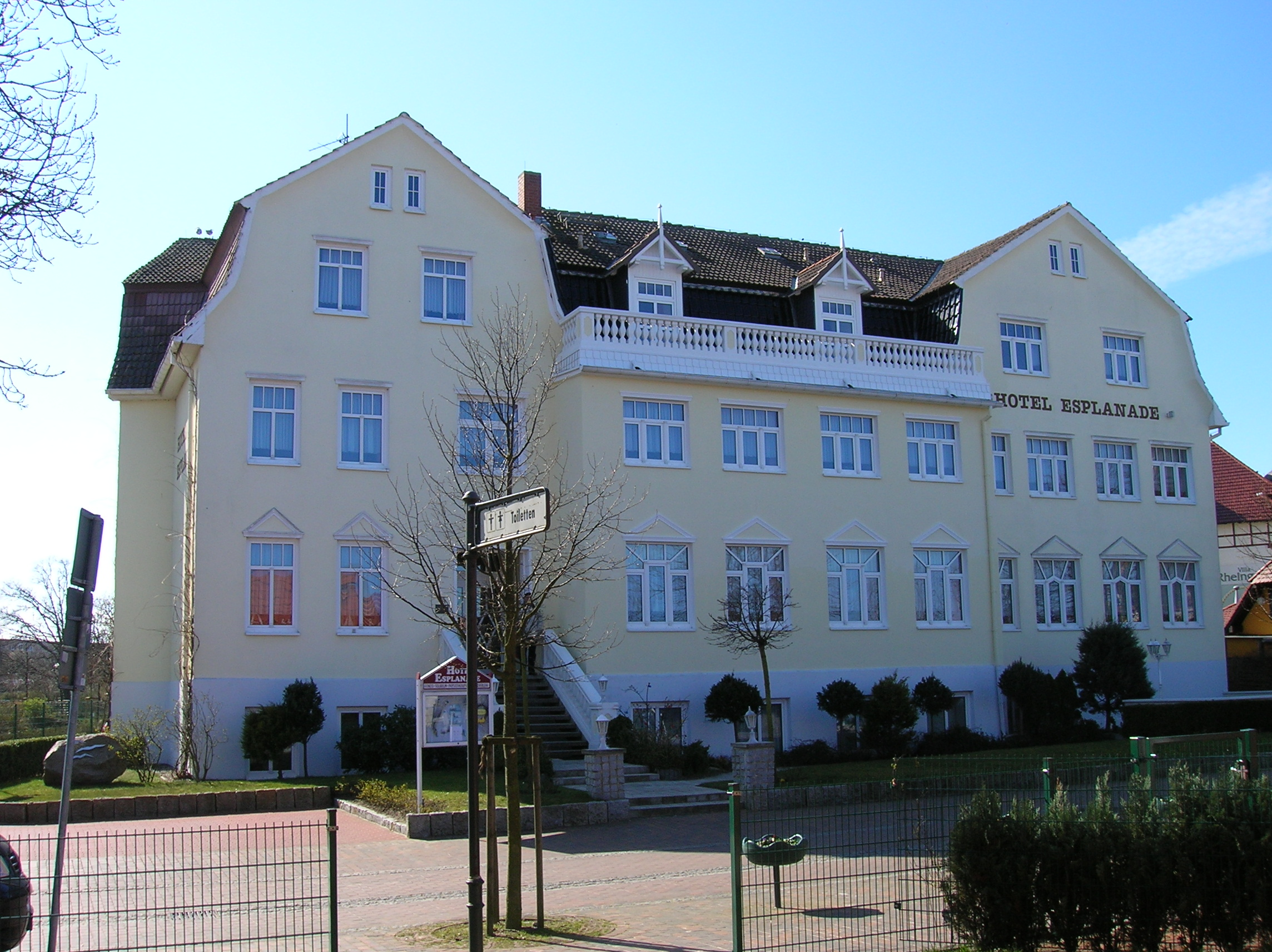
Hotel Esplanade 2008
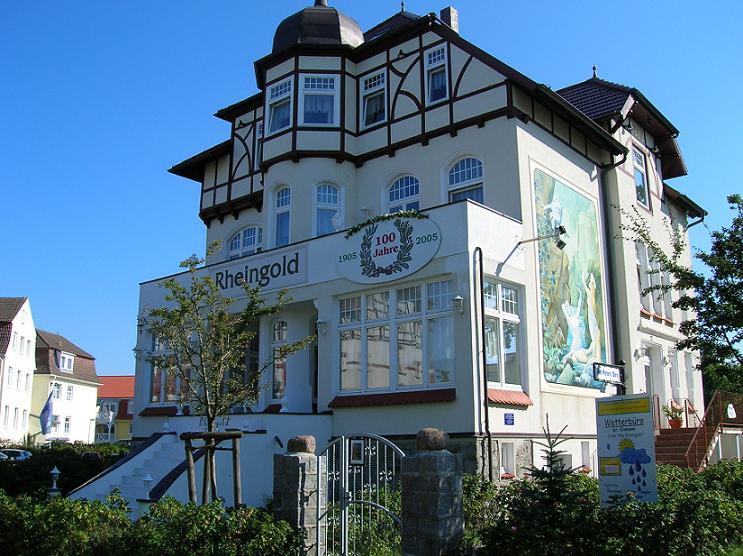
Villa Rheingold, Foto von 2006
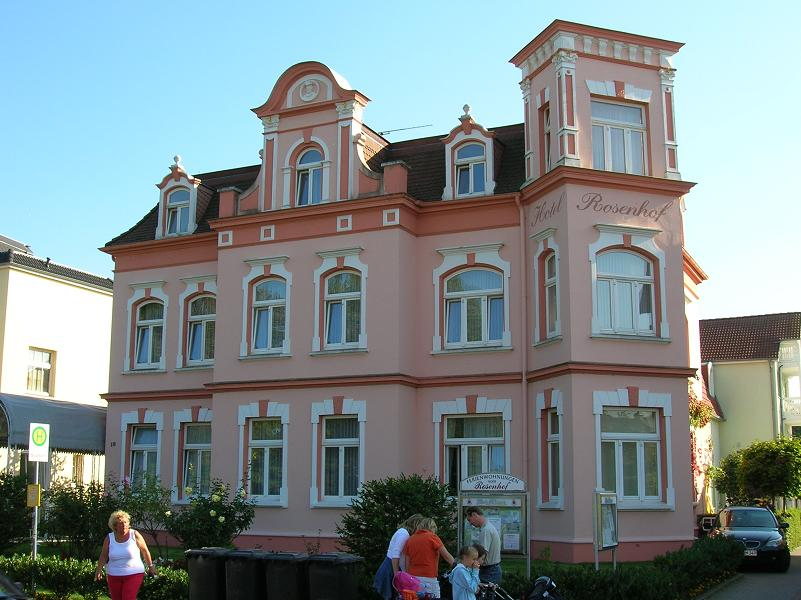
Hotel Rosenhof, Foto von 2006

## Kühlungsborn-Ost (ehemals Brunshaupten)

### Villa Löwenstein

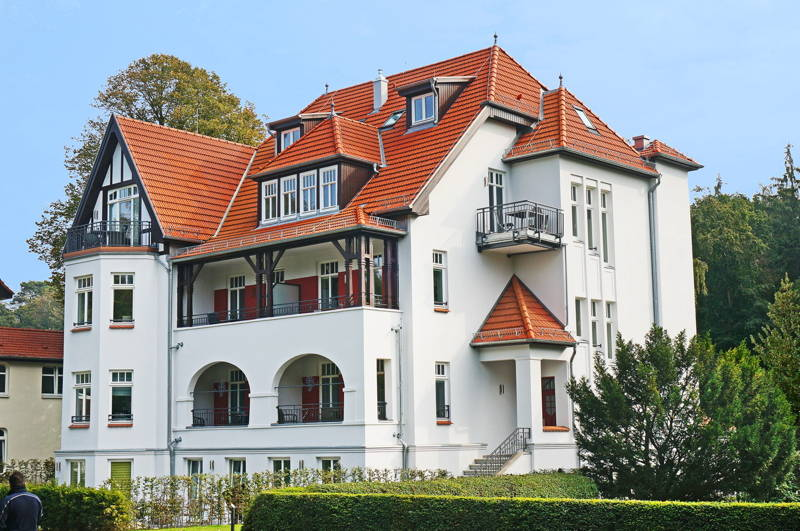
Die Villa Löwenstein

Die Villa in der Ostseeallee 27 wurde 1912/13, vermutlich nach einem Entwurf des ortsansässigen Architekten Friedrich Ferdinand Schulz, als "Villa Martin" erbaut.
1932 wurde das Haus unter dem Namen "Villa Martens" zur Dependance des Hotels „Kaiserhof“, an dessen Stelle heute das Hotel „Arendsee“ (erbaut 1989/90) steht.
1953 enteignet, gehörte das Haus, zusammen mit dem ehemaligen „Kaiserhof“ („Dr.-Robert-Koch-Hotel“), dem Reisebüro der DDR („Haus Lessing“). Nach langem Leerstand und Klärung der Eigentumsverhältnisse konnte 1996 eine erste Sanierung und Wiedereröffnung erfolgen. Das Haus nannte sich nun „Villa Lessing“.
Ab 2012 wurde das Objekt aufwendig saniert und in "Villa Löwenstein" umbenannt.

### Seeschloss
Das Hotel Seeschloss ist heute nicht mit dem Gebäude zu vergleichen, wie es 1906 im Prospekt erwähnt wurde. Nach dem Ende des Zweiten Weltkriegs wurden Erker und Veranden entfernt. Es diente der Handwerkskammer des Bezirkes Rostock als „Haus des Handwerks“. 1996 wurde das Haus komplett neugestaltet und erhielt wieder seinen alten Namen.

### Hubertusburg
Die Hubertusburg wurde 1914 im Reiseführer von Brunshaupten erwähnt und wurde bautechnisch nur gering verändert.

### LAETITIA „Haus des Gastes“
Das denkmalgeschützte Gebäude hat die Berliner Kunstmalerin Amalie Kobsin 1906 als Malschule und Mädchenpensionat errichten lassen. Es wurde inzwischen umfassend saniert. Die Touristik-Service Kühlungsborn GmbH arbeitet seit dem 1. August 2001 im Auftrag der Stadt Kühlungsborn in diesem Gebäude und übernimmt Tätigkeiten, wie die Tourist-Information und das Ortsmarketing.

### Hotel Vier Jahreszeiten
Schon im Badeprospekt von 1907 wird erstmals eine „Villa Meeresburg“ erwähnt. Erbauer und erster Besitzer war Heinrich Grammdorf, der es als "Logierhaus und Pension ersten Ranges mit 26 elegant möblierten Zimmern, anerkannt vorzüglicher Verpflegung und Bedienung" anpries. Und an diese Tradition knüpft das heutige Haus an.
Die Besitzer haben später häufig gewechselt. Seit 1926 waren die Zimmer auch beheizbar und das Haus ganzjährig in Betrieb. 1947 war es eines der ersten der vom neu gegründeten „Feriendienst der Gewerkschaften“ übernommenen Häuser und hieß nun „Pestalozzi“. Nach der Wende richtete Manfred Köhnlechner hier ein Naturheilkundezentrum ein und nannte es „Villa Natura Sanat“. Im Jahre 2000 wurde es von der Hotelgruppe Vier Jahreszeiten übernommen und ausgebaut.

### Hotel Strandblick
Das heutige Hotel Strandblick hat in den zwanziger Jahren „Haus Hindenburg“ geheißen und war laut Reiseführer von 1927 eine Pension ersten Ranges, mit guter Verpflegung und, in der damaligen Zeit sehr wichtig, mit Auto-Garage. Im Wohnungsnachweis von 1938 musste für ein Zimmer zwischen
2,50 und 3,00 Reichsmark ohne Frühstück bezahlt werden, Frühstück konnte man für 1,50 Reichsmark extra bekommen oder Vollpension zwischen 6,00 und 8,00 Reichsmark. Es gab bei einer damaligen Anzahl von 50 Betten schon 27 Zimmer mit fließendem Wasser und Zentralheizung.

### Hotel Westfalia
Das heutige Hotel Westfalia wurde als Dependance zum einstigen Hotel Rusch erbaut. In einem Reiseführer von 1929 wird mit bevorzugter Lage direkt am Wasser, von Wald umgeben und mit Zimmern mit fließendem warmen und kaltem Wasser geworben. Erwähnenswert war auch, dass es keine ständige Musik im Hause gab.
Das Hotel Westfalia ist seit seiner Erbauung mit den zur Ostsee ausgerichteten Zimmern mit Balkonen und Loggien äußerlich nahezu unverändert erhalten geblieben und stellt ein bedeutendes Zeugnis der Bäderarchitektur dar. Es steht heute auf der Denkmalliste.

Seeschloss, Foto von 2006
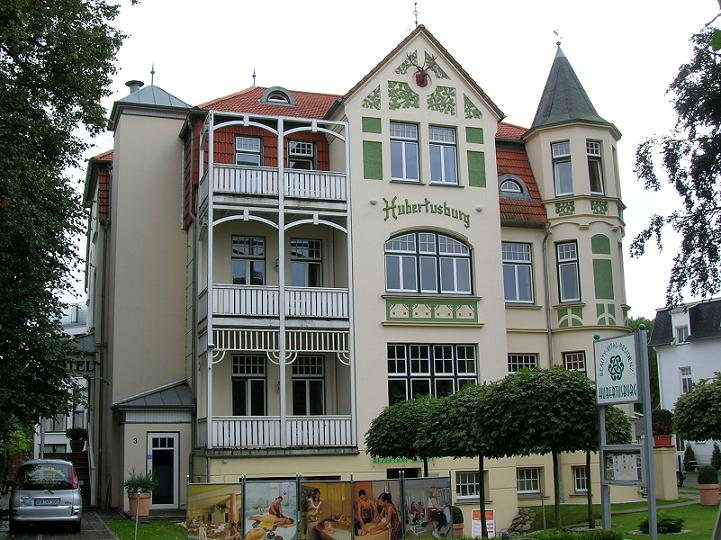
Hotel Hubertusburg, Foto von 2006
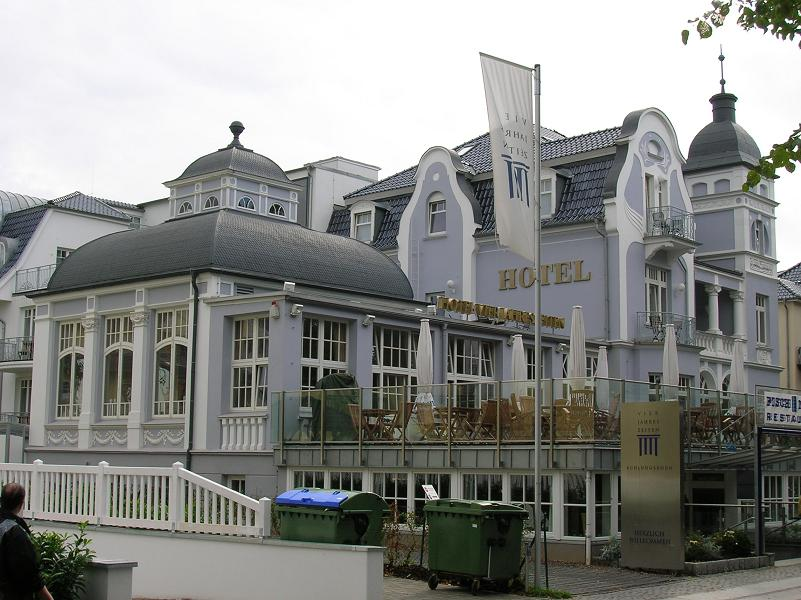
Hotel Vier Jahreszeiten, Foto von 2006
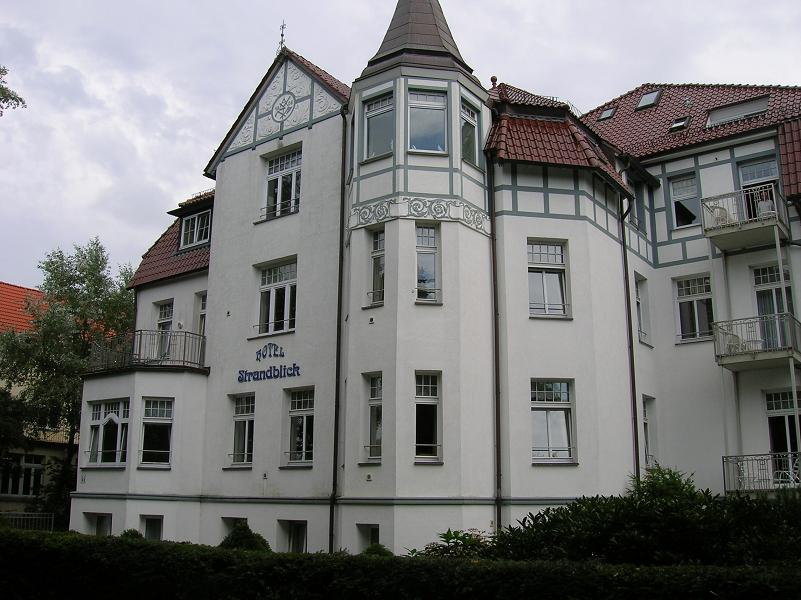
Hotel Strandblick, Foto von 2006
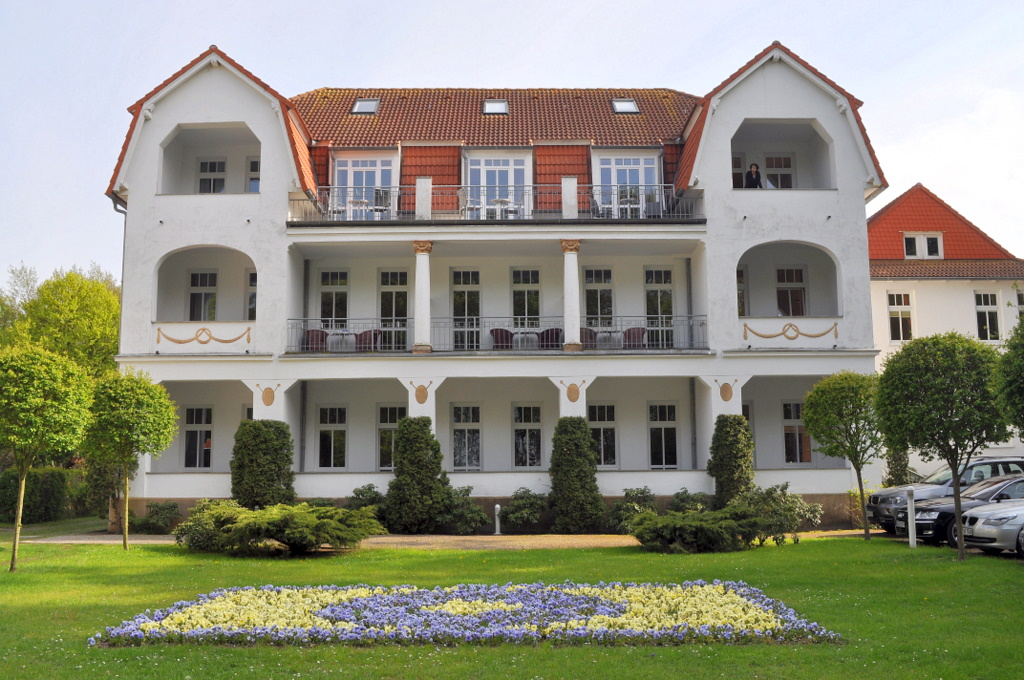
Hotel Westfalia, Foto von 2010

## Kühlungsborn-Ost (ehemals Fulgen)

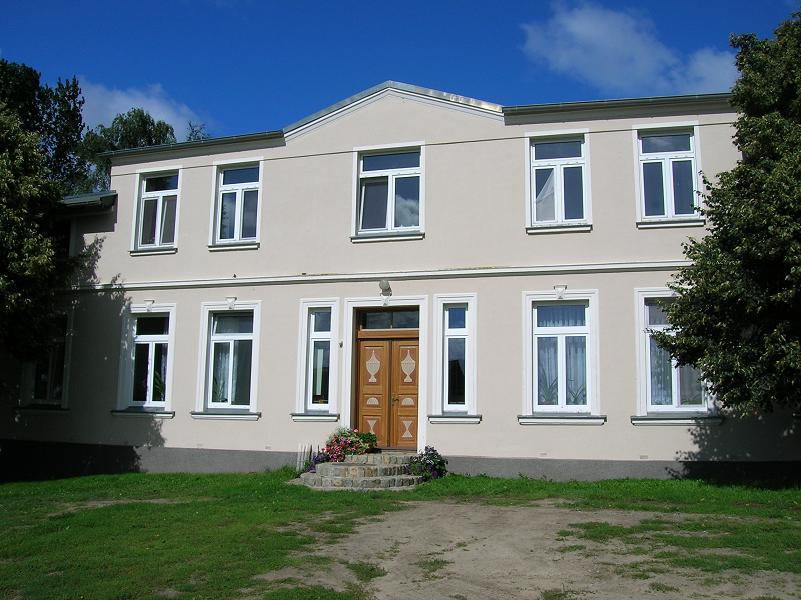
Der Fulgenhof 2006

### Der Fulgenhof
Der Ursprung des Badewesens und des Erholungsaufenthaltes in Kühlungsborn war der Fulgenhof mit seinem Logierhaus. In den 1920er Jahren warb der Pächter Parsche mit der ruhigen Lage direkt am Strand, mit einem großen und geschützten Garten sowie einer eigenen Haltestelle der Eisenbahn von Bad Doberan nach Brunshaupten.